# クライマックス (スガシカオの曲)
「クライマックス」は、スガシカオの16枚目のシングル。2004年8月25日発売。

## 収録曲
1. クライマックス
（作詞・作曲・編曲：スガシカオ）
  - PVには稲川淳二が出演した。
2. アーケード
（作詞・作曲・編曲：スガシカオ）
3. エヴリタイム・ユー・ゴー・アウェイ
（作詞・作曲：ダリル・ホール）
  - ダリル・ホール&ジョン・オーツの楽曲のカバー。

## 収録アルバム
- TIME (#1,2、#1はアルバム・バージョン)
- ALL SINGLES BEST (#1)
- BEST HIT!! SUGA SHIKAO -2003〜2011- (#1)